# کاردونا، اروگوئه

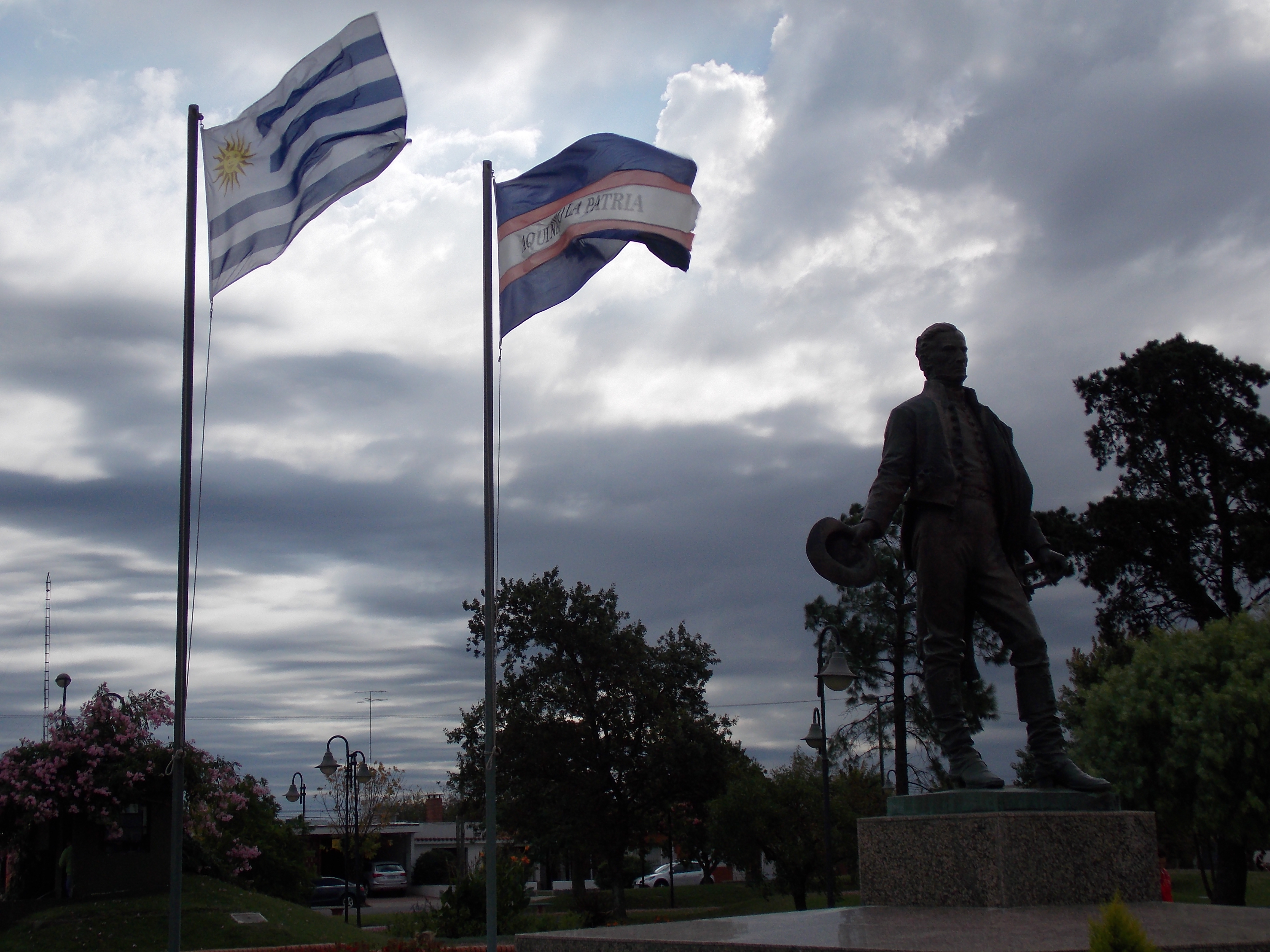
کاردونا، اروگوئه

کاردونا، اروگوئه (به اسپانیایی: Cardona) شهری در کشور اروگوئه، استان سوریانو است که جمعیت آن در سرشماری سال ۲۰۰۴ میلادی ۴٬۶۸۹ نفر بوده‌است.